# La tortuga vermella
La tortuga vermella (Francès: La Tortue rouge; Japonès: レッドタートル ある島の物語, romanització: Reddo Tātoru: Aru Shima no Monogatari) és una pel·lícula d'animació de 2016 coproduïda internacionalment entre França, Bèlgica i Japó, dirigida per Michaël Dudok de Wit en el seu debut com a director. El film, que és una coproducció entre Wild Bunch i Productora Ghibli, explica la història d'un home que tracta d'escapar d'una illa deserta i s'enfronta a una tortuga geganta. La cinta no té diàlegs Es va estrenar mundialment en la secció Un Certain Regard del Festival de Canes 2016.

## Argument
Un home sense nom queda a la deriva després d'una tempesta i es desperta en una illa deserta. Després de trobar fruita fresca i aigua, així com una gran varietat d'animals i un bosc extens de bambú, l'home decideix deixar l'illa. L'home construeix una bassa de bambú, i intenta navegar lluny. No obstant això, un animal invisible destrueix la bassa, obligant l'home a tornar a l'illa. Frustrat, intenta escapar amb una altra bassa, el seu pla torna a fallar per culpa de l'animal invisible. Després d'intentar-ho per tercera vegada, descobreix que l'animal és de fet una tortuga vermella. La seva bassa és destruïda de nou i l'home retrocedeix a l'illa.
Aquella nit, l'home veu a la tortuga vermella arrossegant-se a la riba, tractant d'anar terra endins. En venjança, colpeja la tortuga vermella al cap amb un pal de bambú, i la volteja. A mig construir una altra bassa, l'home comença a sentir-se culpable per deixar la tortuga a l'inrevés, per la qual cosa agafa un peix i tracta d'alimentar a la tortuga, però s'adona que ha mort. La petxina de la tortuga es parteix per la meitat durant la nit, i per a sorpresa de l'home, la tortuga es converteix en una dona. L'home tracta de reviure-la, fent un refugi sobre ella per protegir-la del sol. Quan la pluja arriba a l'illa, la dona es desperta. L'home s'adona que se n'ha anat, i la cerca per tota l'illa, finalment veu que està a la costa. Finalment veu la dona arrossegant la seva closca de tortuga buit pel mar. L'home fa el mateix amb la seva bassa semiconstruïda. La parella eventualment forma una relació.
Alguns anys més tard, la parella té un fill, que troba una ampolla rentada en la riba. Després de caure accidentalment en una petita caverna, el fill entaula una relació peculiar amb altres tortugues de l'oceà. El fill creix acostumat a viure a l'illa. Un dia un tsunami copeja l'illa. Encara que ningú està greument ferit, el bosc de l'illa queda gairebé completament demolit. Després de cremar les restes de bambú, el fill troba la seva ampolla en un oasi a l'illa. Decidir sortir de l'illa, s'acomiada dels seus pares, i neda amb un trio de tortugues.
L'home i la dona passen la resta de les seves vides a l'illa. L'home mor pacíficament una nit, mentre mira la lluna. La dona, sostenint la mà de l'home una vegada més, es transforma de nou en una tortuga vermella, i s'arrossega de tornada a l'oceà.

## Producció
La pel·lícula va ser coproduïda per Wild Bunch i Productora Ghibli en associació amb Why Not Productions. Segons Vincent Maraval, cap de Wild Bunch, el 2008 va visitar la Productora Ghibli al Japó i es va reunir amb Hayao Miyazaki. Miyazaki li va mostrar el curtmetratge Father and Daughter i li va demanar que busqués el director, Michaël Dudok de Wit, amb la perspectiva de coproduir un llargmetratge. Wild Bunch es va reunir amb Dudok de Wit a Londres i el va convèncer per assumir el projecte. El guió va ser escrit per Dudok de Wit i Pascale Ferran.

## Premis i nominacions
| Premi              | Data de cerimònia    | Categoria                             | Premiat(s) i nominat(s)              | Resultat |
| ------------------ | -------------------- | ------------------------------------- | ------------------------------------ | -------- |
| Festival de Cannes | 21 de maig de 2016   | Premi Especial de l'Un Certain Regard | Michaël Dudok de Wit                 | nominat  |
| Festival de Cannes | 21 de maig de 2016   | Premi Un Certain Regard               | Michaël Dudok de Wit                 | nominat  |
| Festival de Cannes | 21 de maig de 2016   | Càmera d'Or                           | Michaël Dudok de Wit                 | nominat  |
| Premis Oscar       | 26 de febrer de 2017 | Millor pel·lícula d'animació          | Michaël Dudok de Wit i Toshio Suzuki | nominat  |

## Crítica
- Ni una sola paraula és necessària per enfonsar-se fins al coll en aquesta preciosa rondalla, no apta per a públics impacients. (...) Puntuació: ★★★★ (sobre 5)"[6]
- "Una meravella sense paraules (...) [Una] pel·lícula amb una malenconia bella i compassiva. (...) Puntuació: ★★★★ (sobre 5)"[7]
- "Un conte sobre una illa abandonada simple, encara que representat de manera bella."[8]